# Alice Halicka
Alicja Halicka, née à Cracovie (Pologne) le 20 décembre 1889 et morte à Paris le 30 décembre 1974, est une peintre et dessinatrice juive polonaise, naturalisée française. Connue surtout pour sa peinture, elle a eu une production artistique très riche : peinture, illustration, collage, dessin, textile, conception de décors et de costumes.

## Biographie
Alicja Rosenblatt, née le 20 décembre 1889 est la fille de Emmanuel Rosenblatt, médecin et de Stefania Betty Goldlust. Elle étudie la peinture avec Józef Pankiewicz aux Beaux-Arts de Cracovie et à Munich avec Simon Hollósy. Elle arrive à Paris en 1912, y suit les cours de Paul Sérusier et de Maurice Denis à l’académie Ranson et commence à exposer dans les Salons parisiens. Son séjour en France est entrecoupé de voyages en Autriche, en Grande-Bretagne, en Espagne, en Suisse et au Maroc.
L'année suivante, elle épouse le peintre et graveur polonais Louis Marcoussis (Ludwik Markus), avec pour témoin majeur Zygmunt Brunner. De leur union naît leur fille Madeleine, en 1922.
En 1939, fuyant les troupes allemandes parce que juive, Alice Halicka part pour Cusset (Allier) avec Marcoussis qui y meurt en 1941. Pendant la Seconde Guerre mondiale, Alice Halicka change régulièrement de domicile et vit notamment à Marseille, à Vienne, dans l'Isère et à Chamonix. En 1945, de retour à Paris, elle expose à la Galerie de l'Élysée sur le thème "Paris". Elle voyage beaucoup : en Inde en 1952, où elle séjourne pendant trois mois et d'où elle rapporte une importante production de tableaux et de gouaches, en Europe, en URSS et aux États-Unis . Elle participe à de nombreuses expositions à travers le monde et adhère au surréalisme,.
Elle habite rue Hégésippe-Moreau et décède le 30 décembre 1974, à l'âge de 85 ans.

## Pratique artistique
L’œuvre d'Alice Halicka se caractérise par une grande rigueur de constructions (de nombreux thèmes architecturaux) alliée à la variété, à la fantaisie et à l'inspiration poétique. Elle comprend de nombreuses huiles: paysages, natures mortes, des gouaches, des dessins, des collages, des aquarelles, des gravures, des travaux de décoration sur tissus, des écrans décoratifs (pour Helena Rubinstein), des décors pour ballets (comme Le Baiser de la Fée de Stravinsky en 1937, qui a été joué au Metropolitan Opera) et des illustrations d'œuvres littéraires,.
Les œuvres d'Alice Halicka se trouvent notamment dans de nombreuses collections privées et dans les collections permanentes de musées, comme le Musée d'art et d'histoire du judaïsme, et le Museum of Modern Art à New York.

### Le cubisme
Alice Halicka rejoint le milieu cubiste par l'intermédiaire de son mari Louis Marcoussis.
Elle réalise des natures mortes cubistes comme Composition cubiste avec violon et partition musicale, 1919) ; certaines d'entre elles sont exposées au Salon des indépendants en 1914 où elles sont remarquées, notamment par Guillaume Apollinaire.
Alice Halicka côtoie les artistes les plus connus de Paris : Braque, Modigliani, Paul Guillaume, Marie Laurencin, André Breton, Max Ernst, Paul Eluard, Guillaume Apollinaire, Foujita, Orson Welles... Elle les fréquente, raconte leurs histoires, comment elle les a connus, fait d'eux parfois un portrait caricatural ou gentiment ironique, comme dans son évocation de Georges Braque. Elle peint aussi leurs portraits : Fernand Fleuset, René Crevel, Francis Carco, André Gide, Jean Cassou, Marcel Jouhandeau, Tristan Tzara, Gaston Bachelard et de Pierre Reverdy.
Pendant la Première Guerre mondiale, en l’absence de son mari qui combat dans l'armée française, elle se réfugie en Normandie et peint énormément. Elle dit que ce n’était pas facile « Je suivais des cours de peinture dans les académies … je faisais du cubisme, et c’était un art maudit un art anti grec et qui se référait à l’art nègre… ». Alice Halicka s'attache à la forme, à la structure et aux volumes dans l’espace.
Après la guerre, Alice Halicka retourne en Pologne puis à son retour à Paris, Marcoussis lui ayant déclaré qu’un seul peintre cubiste au sein de leur couple suffisait, elle détruit une partie de ses toiles, oublie les autres et reprend un style réaliste.
Cinquante ans plus tard, soixante de ces toiles, gouaches, dessins, sont retrouvées dans le grenier de sa maison normande. Elle les restaure et, vu leur succès en salle de vente à Galiéra, organise une exposition révélant, en particulier dans les gouaches, un cubisme chaleureux, poétique et très sensible. Alice Halicka a, en effet, interprété le cubisme d'une façon très personnelle. Elle raconte cette aventure dans son livre de souvenirs intitulé Hier. Actuellement, c'est sa période cubiste qui retient le plus l'attention.

### Réalisme, post-impressionnisme et surréalisme
En 1921, avec l'abandon du cubisme, elle renoue avec l’école post-impressionniste polonaise, et peint la vie quotidienne de Kazimierz, quartier juif de Cracovie.
Durant l’entre-deux-guerres, elle expose au Salon d’automne, au Salon des Tuileries et participe à de nombreuses expositions internationales de groupe (Berthe Weill, Paris, 1921, Mansard Gallery, Londres, 1922, Bernheim Jeune, Paris, 1923, Kunsthaus, Zurich, 1926, George Petit, Paris, 1930, René Gimpel, New York, 1936, Wildenstein, Paris, 1947, Colette Allendy, Paris, 1948).
Les vingt dernières années de sa vie sont ponctuées de nombreux voyages en Inde (1952), en Pologne (1956), en Russie (1960). Elle expose en France et à l'étranger et adhère au surréalisme,.

### Collages
Alice Halicka a réalisé une centaine de collages, dont la série Romances capitonnées, composées de morceaux de tissus et de matériaux divers. On a perdu la trace de la plupart de ces collages mais le Fonds photographique Marc Vaux, qui contient plus de 80 œuvres d’Alice Halicka reproduites sur plaques de verre, possède des reproductions de 16 de ces collages. La Villa la Fleur, au sud de Varsovie en conserve la plus importante collection d'originaux accessible au public.

#### Romances capitonnées
Ces petits tableaux colorés, un peu naïfs, décrivent des scènes de loisirs, ou d'inspiration orientale. Ils mettent en scène des personnages constitués d'étoffe ou de passementerie. Ils semblent inspirés par les pratiques populaires et ne manquent pas de fantaisie. Les premiers collages ont paru dans le magazine Vogue en 1923 puis ont participé à une douzaine d'expositions à New York, Londres et Paris et ont intéressé des collectionneurs célèbres tels que Katherine Dreier, Paul Poiret, Helena Rubinstein et Oskar Reinhar.
Appréciés, puis copiés, ils ont fini par être oubliés.

« Toujours insatisfaite, j'ai souvent changé de style. Après la période cubiste que j'abandonnais par effacement, je dus, pour gagner ma vie, proposer des modèles d'étoffes et de papiers peints. Dufy m'introduisit auprès de Bianchini et Rodier pour lesquels il peignait des motifs de tissus imprimés. En 1920, je fis la connaissance de la princesse Murat et, dans sa librairie-galerie-salon de thé de l'île Saint Louis - baptisée "Ferme de Nuit" - elle vendait mes œuvres. J'avais inventé des petits tableaux qui tenaient de la crèche et de la boite à jouets, un mélange de peinture, bas-relief, chiffons, boutons, papiers collés, fils de fer, plumes, le tout à la fois sentimental, poétique et délirant. La spirituelle princesse les intitulait "Romances capitonnées" et le Tout-Paris, élégant et cynique, achetait mes romances qui furent copiées un peu partout dans le monde. Je m'en aperçus en 1935 pendant mon séjour en Amérique où j'avais débarqué avec Helena Rubinstein pour faire des gouaches sur le thème "Place de la Concorde", sa publicité. A New York, j'exposais des dessins et je reçus une commande inattendue, le portrait d'un chien en "Romance capitonnée" pour une cliente qui exigeait que l'animal ait l'air intelligent et demandait si le fond peint à la main était compris dans le prix. »

— Alice Halicka, cité par Oscar Ghez

### Autres disciplines
En 1925, elle illustre plusieurs ouvrages dont Enfantines de Valéry Larbaud et Les Enfants du Ghetto d'Israel Zangwill illustré de lithographies. Depuis son exposition à la galerie Georges Petit en 1931, Barnes et Gertrude Stein collectionnent ses œuvres.
Entre 1935 et 1937, elle effectue trois séjours à New York au cours desquels elle réalise une publicité pour Helena Rubinstein (1935), les décors et costumes du ballet de Stravinsky, Le Baiser de la Fée, représenté au Metropolitan Opéra House (1937) sur une chorégraphie de Balanchine.
En 1945, à son retour à Paris, elle publie son roman autobiographique Hier et rédige pour les Nouvelles Littéraires une chronique intitulée A l'ombre du Bateau Lavoir.